# Chenereilles (Loira)
 Chenereilles  es una población y comuna francesa, situada en la región de Auvernia-Ródano-Alpes, departamento de Loira, en el distrito de Montbrison y cantón de Saint-Jean-Soleymieux.

## Demografía
| 285 | 260 | 209 | 247 | 264 | 312 |
| Para los censos de 1962 a 1999 la población legal corresponde a la población sin duplicidades (Fuente: INSEE [Consultar]) |     |     |     |     |     |